# ゆみこ (画家)
ゆみこは、日本の画家・猫作家である。
『猫心（にゃんはーと）』ブランドで、リアルでシリアスな猫絵や歌舞伎や浮世絵を題材にした猫絵、コミカルなキャラクターの猫絵を描いている。

東京・愛知・京都などで個展を開催。

愛猫アメリカンショートヘアーのみいちゃんを、こよなく愛している。

## 経歴
2002年よりトールペイント教室の講師として活動を開始、和歌山校・大阪泉佐野校で講師を勤める。

2007年より猫作家として活動。現在、京都にて創作活動中。

## 個展
2009年
- 東京 高円寺 「猫の額」にて「猫心〜にゃんはーと」ゆみこ個展。
- 「第14回来る福招き猫祭りin瀬戸」にてみゆき＆ゆみこ二人展開催。

2010年
- 愛知県江南市「ギャラリーみわ」にてみゆき＆ゆみこ「ふたり展」開催
- 東京 高円寺 「猫の額」にて「ふたり展」みゆき＆ゆみこ個展

2011年
- 東京高円寺「猫の額」にて、みゆき・ゆみこ二人展「雪月花」開催
- 東京高円寺「猫の額」にて「食いしんぼ猫展」参加

2012年
- 京都「ぎおんギャラリー八坂」にて猫アート展「百猫繚乱」開催
- 東京高円寺「猫の額」にて工房レトロ4人展「妖美」開催
- 京都「ギャラリー祇園小舎」にて「猫も顔見世、絢爛豪華に舞い踊る！工房レトロ歌舞伎展」開催

## 受賞歴
- 第6回ペイントクラフト大賞入選「A kitten」
- 第3回サンセイペインティングコンテスト入賞多数 「おやゆび姫」他
- 第4回サンセイペインティングコンテスト入賞多数「Dear Cat」他
- その他「ペインティング誌上作品展」掲載　多数
- 第10回ソレイユトールペインティングコンテスト入選「シュリー・シュル・ロワール城」
- 平成15年度、16年度、17年度 中浜稔猫美術館　「猫の色紙絵コンクール」入選 美術館賞等 受賞
- 第17回全国手工芸コンクール入選「白猫」
- クラフトフェスタ2006 in NAGOYA入選　「クリスマス・イヴの街角」
- 第8回平成の招き猫100人展「エーゲ海の招き猫たち」
- 第9回平成の招き猫100人展「ヨーロピアンな招き猫たち」
- 第11回平成の招き猫100人展「甘い誘惑〜スイーツは招く」
- 第12回平成の招き猫100人展「薔薇猫」
- 第14回平成の招き猫100人展「猫姫御前」

## リンク
- 猫町プロジェクトサイト　- 「project平成の招き猫」に作品・プロフィールが掲載。